# Horror vacui Live EP
Horror vacui Live EP è il primo EP del gruppo musicale italiano Linea 77, pubblicato il 30 gennaio 2009 dalla Universal Music Group.

## Descrizione
Contiene cinque brani estratti dal quinto album in studio Horror vacui ed eseguiti dal vivo il 21 marzo 2008 all'Hiroshima Mon Amour di Torino.
Le versioni video dei brani sono stati successivamente inseriti nell'edizione speciale di Horror vacui pubblicata nel 2009.

## Tracce
Testi e musiche di Paolo Pavanello, Davide Pavanello, Emiliano Audisio, Nicola Sangermano e Christian Montanarella.
1. The Sharp Sound of Blades (Live) – 4:43
2. Sempre meglio (Live) – 3:41
3. Grotesque (Live) – 3:24
4. Penelope (Live) – 4:09
5. Il mostro (Live) – 5:06

## Formazione
- Emi – voce
- Nitto – voce
- Chinaski – chitarra
- Dade – basso
- Tozzo – batteria